# Pevanje
Pevanje je naziv za poseban način upotrebe ljudskoga glasa u muzici, prilikom pevanja zvuk se proizvodi glasnicama. Gotovo svako ko može da govori može i da peva, jer u mnogim aspektima pevanja je samo jedan oblik kontinuiranog govora. Kod pevanja vrlo je važna tehnika disanja. Pevači moraju da vežbaju glas kao i sportisti, jer u biti to je sićušni organ sa mišićima. Pevači izvode muziku poznatu kao kompozicija, koja se može izvoditi solo (bez pratnje) ili uz pratnju muzičara i instrumenata. Pevanje se često izvodi u sastavima, na primer kao što su horovi.
Tehnika pevanja uveliko zavisi od vrste muzike koja se izvodi. Pevanje na visokim amaterskim ili profesionalnim nivoima, obično zahteva određenu količinu urođenog talenta i stručnog obrazovanja. Najzahtevnija je tehnika pevanja operskih pevača. Ono zahteva dugogodišnje obrazovanje. Tehnika pevanje dosta je slična tehnici disanja kod svirača duvačkih instrumenata. Važan je konstantni pritisak vazduha pomoću dijafragme, te jednoliko i snažno propuštanje vazduha kroz glasnice. Pri tome snaga pritiska vazduha nije manja ako pevač peva piano tj. tiho. Pritisak je jednako jak, samo je količina vazduha manja, ređa. Naprotiv, pevanje zabavne muzike ne zahteva obrazovanje, već se njeguje glas takav kakav čovek ima. Kod obe tehnike potreban je jako dobar sluh. Stručno obrazovani pevači obično izgrade svoju karijeru oko jednog specifičnog muzičkog žanra i kroz karijeru postaju učitelji ili treneri pevanja.

## Ljudski glas i pevanje
U svom fizičkom aspektu, pevanje na dobro definiran način da zavisi od upotrebe pluća, koja deluju na način da ždrelo opskrbljuju vazduhom. Vazduhom iz pluća dobija se pisak i vibracija tona, koji imaju funkciju pojačala kao što su cevi u duvačkim instrumentima, a jezik, zajedno s nepcom, zubima i usnama, artikuliše konstantni vokal na pojačani zvuk. Iako ova četiri ljudska mehanizma funkcionišu samostalno, oni se ipak koordiniraju u osnivanju vokalne tehnike i načina za interakciju jedan na drugome. Za vreme pasivnog disanja, vazduh se udiše pomoću dijafragme, a izdisanje se događa bez napora. Inhalacija je potpomognuta korištenjem spoljašnjeg međurebarnog mišića, nakrivnog mišića i vratnih mišića. Visina tona se menja sa glasnim žilama. Artikuliranje sa zatvorenim ustima zove se pevušenje ili zujanje.
Glas kod svakog pojedinca se razlikuje i prilikom izvođenja pevanja, njegov ton je jedinstven i to ne samo zbog stvarne veličine pojedinca, nego i zbog glasnih žila na koje utiče veličina i oblik te osobe. Čovek ima sposobnost vokalnog zavijanja, koje može opustiti, zategnuti ili mu promeniti čvrstoću i gustinu, a tom prilikom dah može biti prenesen na različite pritiske. Izgled prsa, vratnih mišića, položaj jezika i zatvorenost inače nepovezanih mišića može biti promenjiv. Bilo koja izmena tih delova tela, rezultira promenom u glasnoći, boji ili tonu proizvedenog zvuka. Zvuk je takođe rezonantan u različitim delovima tela, pa stoga pojedinačne veličine i struktura kostiju mogu uticati na zvuk koji proizvodi pojedinac.
Pevač takođe može izvoditi zvuk na određeni način tako da je rezonantniji unutar njegovog vokalnog prostora. To je poznato i kao vokalna rezonancija. Još jedan veliki uticaj na izvođenje vokalnog zvuka i njegovu izradu je funkcija grkljana, koji ljudi mogu da manipulišu na razne načine, čime proizvode različiti zvukovi. Te razne funkcije vrsta ždrela, opisane su kao različiti vokalni registri. Primarna metoda kod pevanja je korištenje vokalnog formanta, koji na spektrogramu prikazuje akustičnu rezonanciju za najosetljivije delove uha.

### Vokalni registar
Vokalni registar odnosi se na sistem vokalnih registara unutar ljudskog glasa. Registar ljudskog glasa je određeni niz tonova koji se proizvode prilikom vibriranja vokalnog uzorka, a poseduje iste kvalitete. Registri nastaju od funkcije ždrela. Oni se pojavljuju jer su vokalni uzorci sposobni da se pojave u nekoliko različitih vibracijskih oscilacija. Svaki od tih vibracijskih uzoraka, pojavljuje se unutar određenog raspona i proizvodi određene karakteristične zvukove. Izraz 'registar', može da zvuči pomalo zbunjujuće, jer obuhvata nekoliko aspekata ljudskog glasa. Pojam 'registar' koristi se za bilo koji od sledećih odnosa:
- određeni deo i vokalni raspon, kao što su gornji, srednji ili niži registri,
- prostor rezonancije, kao što su duboki glas ili glavni glas,
- fonatorni (artikulacijski) proces,
- neke vokalne boje,
- prostor glasa koji je definisan ili razgraničen od vokalnog preloma,
- podskup jezika koji se koristi za određenu namenu ili u određenom društvenom okruženju.

U lingvistici, registar jezika je jezik koji objedinjuje fonaciju tona i vokala u jedan fonološki sistem.
Unutar logopedije pojam vokalni registar ima tri konstitutivna elementa: određeni vibracijski uzorak, određeni niz visinskog raspona i neki tip zvuka. Logopedni govor identificira četiri vokalna registra, a temelji se na fiziologiji i funkciji ždrela: slobodni vokalni registar, obavezan registar, falseto registar i duvački (zvižduk) registar. Ovaj prikaz usvojili su mnogi vokalni pedagozi.

### Vokalna rezonancija
Vokalna rezonancija je proces koji je osnovni proizvod fonacije da poboljša boju ili intenzitet vazduha koji ispunjava šupljinu kroz koju prolazi na putu prema van. Različiti uslovi koji se odnose na proces rezonancije uključuju pojačanje, obogaćivanje, proširenje, poboljšanje, intenziviranja i produženje, iako bi po strogo naučnim pravilima njihova akustična upotreba bila upitna. Glavna svrha ovoga je da se izvuče iz pevača ili govornika krajnji rezultat rezonancije kako bi se dobio što bolji zvuk.
Postoji sedam područja koja bi mogla biti navedena kao moguća vokalna rezonancija. Redosledom po telu od najnižih prema najvišim ta područja su; pluća, dušnik, grkljan, ždrelo, usna šupljina, nosna šupljina i sinusi.

### Duboki glas i glavni glas
Pojmovi duboki glas i glavni glas koriste se unutar vokalne muzike. Korištenje ovih termina varira unutar vokalno pedagoških krugova i trenutačno mišljenja među među vokalnim muzikenim profesionalcima o tim terminima nisu usklađena. Dubok glas se može koristiti u odnosu na sledeće:
- određeni deo vokalnog raspona ili vrste raspona vokalnog registra,
- rezonancija vokalnog prostora,
- specifična vokalna boja.[7]

Glavni glas se može koristiti u odnosu na sledeće:
- određeni deo vokalnog raspona ili vrste raspona vokalnog registra,
- rezonanciju vokalnog prostora.[7]

### Istorija i razvoj
Ljudski glas je najstariji muzički instrument. Naši preci su vlastitim glasom pronalazili načine izražavanja, da bi tek kasnije otkrili druge izvore zvuka. Vokalna muzika postoji koliko i istorija čovečanstva. Sumeri su pevali u svojim hramovima pre 5000 godina. Na zapadu tradicija pevanja razvila se iz srednjevekovnog contus planusa (vrsta gregorijanskih melodija), preko opere u 17. veku, pa do današnjih raznolikih muzičkih stilova. Prvo zabeleženo spominjanje pojmova dubokog glasa i glavnog glasa bilo je oko 13. veka, kada se počeo razlikovati „grleni glas” (pectoris, guttoris, capitis — u ovom trenutku se veruje da je glavni glas naveden u falseto registru), a to su zabiležili pisci Žan de Garland i Žerome od Moravije. Izraz je kasnije usvojen u okvirima Bel canta (metode italijanskog opernog pevanja), gde je duboki glas identifikovan kao najniži, a glavni glas kao najviši u tri vokalna registra: pluća, prolazak kroz šupljinu i glavni registar. Ovaj pristup i danas podržavaju neki vokalni pedagozi. Trenutno drugi popularni pristup koji se temelji na Bel kanto modelu, je podela na muške i ženske glasove u tri registra. Muški glasovi su podeljeni u „plućni registar”, „glavni registar”, i „falseto registar”, a ženski glasovi u „plućni registar”, „srednji registar” i „glavni registar”. Učitelji pevanja ukazuju da se glavni registar u pevanju koristi rezonancijom i osećajem iz glave.
Međutim, kako se znanje o ljudskoj psihologiji povećalo tokom poslednjih dvesta godina, došlo je do boljeg razumevanja fizičkog procesa pevanja i vokalne produkcije. Kao rezultat toga, mnogi vokalni pedagozi, kao što su Ralf Apelman sa Univerziteta u Indiani i Vilijam Venard sa Univerziteta Južne Kalifornije, nanovo su definisali ili čak izbacili termine duboki glas i glavni glas. Konkretno, korištenje termina plućnog registra i glavnog registra postaje kontroverzno, jer danas više nije uobičajeno da se vide vokalni registri kao proizvod koji dolazi iz grkljana, a da nema veze s prsima, plućima i glavom. Iz tog razloga, mnogi vokalni pedagozi smatraju da treba govoriti o vokalnom registru kao proizvodu prsa i glave. Oni dodaju da je vibracija koja se oseća u tim područjima, pojava rezonancije i trebalo bi da bude opisana uz termin vokalne rezonancije, a ne uz registar. Ti pedagozi radije upotrebljavaju termine duboki glas i glavni glas nego termin registar. U tom pogledu smatra se da je problem koji ljudi identifikuju s registrom, u stvari problem kod prilagođenja rezonancije. Ovo je takođe stajalište jednako rezultatima studija vokalnog registra s drugih akademskih područja koja uključuju: logopediju, fonetiku i lingvistiku. Iako su obe metode još uvek u upotrebi, aktualna vokalna pedagoška praksa, sklona je više novijim naučnim pogledima, dok neke druge škole uzimaju u obzir oba gledišta.
Savremeno korištenje pojma duboki glas, često se odnosi na određenu vrstu vokalne boje i njenog tona. U klasičnom pevanju, njegova je upotreba ograničena isključivo na donji deo obaveznog registra ili normalnog glasa. Unutar drugih oblika pevanja, dubok glas se često primjenjuje tokom modalnog registra. Plućima se može proizvesti niz zvukova koje pevači interpretiraju iz svoje palete. Međutim, preterano korištenje jakog dubokog glasa u višim registrima i pokušaja da se dobije što viši ton, u plućima može dovesti do forsiranja, a ono opet može dovesti do vokalnog pogoršanja.

### Klasifikacija pevačkih glasova
U evropskoj klasičnoj muzici i operi, glasovi se tretiraju kao muzički instrumenti. Kompozitori koji pišu vokalnu muziku moraju da razumeju sposobnosti, talente i vokalna svojstva pevača. Klasifikacija glasova, je proces kojim se vrednuje ljudsko pevanje i time se određuje vrsta glasa. Te karakteristike uključuju, ali nisu ograničene na: vokalni raspon, vokalnu težinu, vokalnu teksturu, vokalnu boju i vokalnu tačku izmena kao što su predasi i podizanje glasa u pevanju. Ostala razmatranja su fizičkog karaktera, nivoa govora, naučna ispitivanja i vokalna registracija. U nauci je klasifikacija glasa razvijena unutar evropske klasične muzike, te se sporo prilagođava modernijim oblicima pevanja. Klasifikacija glasa često se koristi unutar okvira opere, gde se moguće uloge dodeljuju potencijalnim glasovima. Trenutno se u okvirima klasične muzike upotrebljava nekoliko različitih sistema, a oni uključuju: nemački Fach (glasovni fah) sistem i muzički horski sistem među mnogim drugima. Ovaj sistem je univerzalno primljen i prihvaćen.
Međutim, većina sistema u klasičnoj muzici, priznaje sedam glavnih različitih kategorija glasa. Žene su obično podeljene u tri grupe: sopran, mecosopran i alt. Muškarci su obično podeljeni u četiri grupe: kontratenor, tenor, bariton i bas. Kod dece pre puberteta prihvatljiv je samo termin soprana. Unutar svake od ovih glavnih kategorija ima nekoliko potkategorija koje identifikuju specifične vokalne kvalitete, od vokalne težine do različitih glasova.
Treba napomenuti da se u okviru horske muzike pevački glasovi dele isključivo na osnovu vokalnog raspona. Muzički hor najčešće se deli na visoke i niske glasove unutar svakog pola. Kao rezultat toga, tipična situacija u muzičkom horu dopušta mogućnost događanja mnogih pogrešaka. Budući da većina ljudi ima srednji glas, treba im dodeliti mesto koje za njih neće biti previsoko ili prenisko, mecosopran mora da peva sopran ili alt, a bariton mora ca peva tenor ili bas. Greška u dodeljenom vokalnog mestu može predstavljati problem kod pevača, ali za većinu izvođača manje je opasno prenisko nego previsoko pevanje.
Unutar savremenih muzičkih oblika (ponekad se nazivaju komercijalnom savremenom muzikom), pevači se razvrstavaju po stilu muzike koji izvode, kao što su džez, pop, bluz, soul, kantri, folk, rok i drugi stilovi. Trenutno nema autoritativnog sistema klasifikacije pevačkih glasova u okvirima neklasične muzike. Bilo je pokušaja da se klasični glas usvoji za druge oblike pevanja, međutim takvi su pokušaji dočekivani uz kontroverze. Kod savremenih muzičara, koriste se različite vokalne tehnike, a upotrebom mikrofona nisu prisiljeni da se uklapaju u određenu vokalnu ulogu, gde primene termina kao sopran, tenor, bariton, i drugi, mogu biti varljive ili čak i netačne.

## Vokalna pedagogija
Vokalna pedagogija je proučavanje podučavanja pevanja. Umetnost i nauka vokalne pedagogije imaju dugu istoriju koja počinje od antičke Grčke i dalje se razvija i menja sve do danas. Profesije koje se bave naukom i umetnošću vokalne pedagogije uključuju vokalne trenere, horovođe, nastavnike vokalne muzike, operske dirigente i druge učitelje pevanja. Tipična područja proučavanja uključuju:
- ljudsku anatomiju i fiziologiju koje se povezuju s fizičkim procesom pevanja,
- disanje i upotrebu vazduha prilikom pevanja,
- fonaciju,
- vokalnu rezonanciju i vokalnu projekciju,
- stil izražavanja i artikulaciju,
- vokalni registar,
- sostenuto i legato u pevanju,
- ostale elemente pevanja, kao što su domet raspona, kvalitet tona, vibracija, koloratura,
- vokalno zdravlje i poremećaje glasa vezane uz pevanje,
- vokalni stil, kao što je učenje pevanja opere, glasno pevanje i umetnička kompozicija,
- fonetiku,
- vokalna klasifikacija.

Svi ovi različiti koncepti deo su razvoja odgovarajuće vokalne tehnike.

### Vokalna tehnika
Pevački gledano, kada se završi s integracijom pravilne vokalne tehnike i počne se delotvorno delovati, sledi koordiniranje fizičkih procesa pevanja. Četiri su fizička procesa uključena u proizvodnju vokalnog zvuka: disanje, fonacija, rezonancija i artikulacija. Ti se procesi događaju sledećim redom:
1. Udah
2. Zvuk se pokreće u grkljanu
3. Vokalni rezonatori primaju zvuk i utiču na njega
4. Artikulatori oblikuju zvuk u prepoznatljive jedinice

Iako se ova četiri procesa tokom proučavanja često promatraju odvojeno, u praksi se stapaju u jednu koordiniranu funkciju. Efektan pevač ili govornik retko kad razmišlja o ovim procesima zato što su njegov um i telo tako koordinirani da osoba primećuje samo konačnu jedinstvenu funkciju. Međutim, mnogi problemi proizlaze iz nedostatka koordinacije unutar tog procesa.
Budući da je pevanje koordinirani čin, teško je raspravljati o svakom od pojedinačnih tehničkih područja i procesa, a bez njihovih odnosa sa drugim. Na primer, fonacija dolazi do izražaja samo kada je povezana s disanjem; artikulatori utiču na rezonanciju; rezonatori utiču na glasnice; glasnice utiču na kontrolu disanja, i tako dalje. Vokalni su problemi često rezultat neispravnosti jednog dela tog koordiniranog procesa, prilikom čega se nastavnici često usredotočuju na jedno područje procesa svojih učenika, sve dok ne reše problem. Međutim, neka područja umetnosti pevanja u tolikoj su meri rezultat koordiniranih funkcija da je teško o njima raspravljati na temelju tradicionalne fonacije, rezonancije, artikulacije ili disanja.
Nakon što je učenik postao svestan svog vokalnog fizičkog procesa koji čini pevanje i načina na koji procesi funkcioniraju, dobija zadatak da ih pokuša koordinirati. Neizbežno je da se učenici i nastavnici uključe u jedno tehničko područje više nego u ostala. Različiti procesi mogu napredovati različitim brzinama, što rezultira neravnotežom ili nedostatkom koordinacije. Područja vokalne tehnike koja najviše zavise od sposobnosti učenika da koordinira različite funkcije su:
1. Produženje vokalnog raspona do svog maksimalnog potencijala
2. Razvoj dosledne vokalne produkcije i tonskog kvaliteta
3. Razvijanje fleksibilnosti i agilnosti
4. Postizanje uravnoteženja vibracije

### Razvoj pevačkog glasa
Pevanje nije prirodni proces, već je veština koja zahteva visoko razvijen mišićni refleks. Pevanje ne zahteva veliku snagu mišića, ali zato zahteva visok stupanj koordinacije među njima. Pojedinci mogu da razviju svoje glasovne mogućnosti kroz oprezni i sistematski rad, kao i kroz kompozicije i vokalne vežbe. Vokalni učitelji svoje učenike upućuje da glas koriste na inteligentan način. Pevači bi trebalo da stalno razmišljaju o vrsti zvuka koji izvode i da ga osećaju prilikom pevanja.

#### Vežbanje pevačkog glasa
Postoji nekoliko svrha vokalnog vežbanja, uključujući:
- Zagrevanje glasa
- Produženje vokalnog raspona
- 'Gornja linija', glas horizontalno i vertikalno
- Korištenje vokalnih tehnika kao što su povezivanje, stakato, kontrola dinamike, brza figurativnost, pevanje u širokim intervalima, trils pevanje, pevanje melisma i ispravljanje vokalnih grešaka.

#### Produženje vokalnog raspona
Važan cilj u razvoju vokalne tehnike je da se nauči pevati do prirodnih granica vokalnog raspona, bez nekih očitih ili ometajućih promena u kvalitetu ili tehnici. Vokalni pedagozi pevače uče da ovaj cilj mogu da postignu kada svladaju koordinisanje svih fizičkih procesa koji su uključeni u pevanje (kao što su akcije ždrela, održavanje daha, prilagođavanje rezonancije i izvođenja artikulacije). Većina vokalnih pedagoga veruje u koordinaciju ovih procesa uspostavljanjem dobrih vokalnih navika i ugodnog pevanja, nakon čega dolazi polagano proširenje raspona.
Postoje tri faktora koja značajno utiču na sposobnost višeg ili nižeg pevanja:
1. Energetski faktor — u ovom korištenju, reč „energija” ima nekoliko konotacija. Odnosi se na ukupan odziv tela na proizvodnju zvuka. To se odnosi na dinamičnu vezu mišića koji služe za udisanje i mišića koji služe za izdisanje, poznatu kao potpora disajnog mehanizma. Takođe se odnosi na količinu isporučenog vazduha i pritiska na glasnice i njihovu otpornost na taj pritisak, a odnosi se na dinamički nivo zvuka.
2. Prostorni faktor — „Prostor” se odnosi na količinu prostora stvorenu kretanjem usana i pozicijom nepca i grkljana. Uopšteno govoreći, pevač usta treba da otvori šire što više peva. Unutarnji prostor ili položaj nepca i grkljana mogu se proširiti opuštanjem grla. Vokalni pedagozi često opisuju taj osjećaj kao „početak zevanja”.
3. Dubinski faktor — u ovom korištenju, reč „dubina” ima dve konotacije. Odnosi se na stvarni fizički uticaj dubine u telu i u vokalnom mehanizmu, i odnosi se na mentalni koncept dubine koji se povezuje s kvalitetom tona.

Makini kaže: „Ta tri faktora mogu se izraziti u tri osnovna pravila: (1.) Što pevač više peva, treba da koristi više energije; što pevač niže peva, treba da koristi manje energije. (2.) Što pevač više peva, treba da koristi više prostora; što pevač niže peva, treba da koristi manje prostora. (3.) Što pevač više peva, treba da koristi više dubine; što pevač niže peva, treba da koristi manje dubine.”

#### Stav tela
Proces pevanja najbolje funkcioniše kada se telo fizički nalazi u određenom položaju. Na sposobnost slobodnog kretanja vazduha u telo i iz tela te na dobijanje potrebne količine vazduha mogu ozbiljno uticati položaji različitih delova disajnog mehanizma. Ako se telo nalazi u pognutom položaju, ograničiće se kapacitet pluća, a napeti trbušni zid onemogućiće putovanje vazduha naniže od dijafragme. Dobro držanje tela omogućava disajnom mehanizmu da efikasno ispuni svoju osnovnu funkciju bez nepotrebnog trošenja energije. Dobro držanje takođe olakšava iniciranje fonacije i podešavanje pravilnog poravnavanja rezonancije, kao i sprečavanje nepotrebne napetosti u telu. Vokalni pedagozi takođe navode da zauzimanjem dobrog stava kod učenika javlja veća doza samopouzdanja i staloženosti prilikom izvođenja. Publici takođe više odgovaraju pevači s dobrim držanjem. Dobro držanje koje je prešlo u naviku na kraju poboljšava celokupno telesno zdravlje zato što omogućava bolju cirkulaciju krvi i sprečavanje umora i stresa.

#### Disanje i njegova podrška
Prirodno disanje ima tri faze: razdoblje udisaja, razdoblje izdisaja te razdoblje odmaranja ili oporavka; tim se fazama obično ne upravlja svesno. Kod pevanja postoje četiri faze disanja:
1. razdoblje udisaja (inhalacija)
2. razdoblje postavljanja kontrole (suspenzija)
3. razdoblje kontroliranog izdisaja (fonacija)
4. razdoblje oporavka

Ove faze moraju biti pod svesnom kontrolom pevača dok ne postanu uslovljeni refleksi. Mnogi izvođači koji nemaju kontrolu nad ovim fazama kasnije imaju hronične vokalne probleme.

#### Vibracija
Vibracije su tehnika koju koriste pevači (i mnogi instrumentalisti; na primer žičani instrumenti koji se sviraju s gudalom mogu proizvesti vibracijske tonove) i u kojoj kontinuirano izmenjuju više i niže tonove dajući pri tomu blagi osećaj podrhtavanja. Tehnika vibriranja upotrebljava se u neprekidnom tonu. Vibracija se razvija kroz opsežne vokalne vežbe, kroz demonstraciju u vokalnom programu učenja.
Vibracija daje bogatstvo tonovima. Brze vibracije moguće je izvoditi bez „oštećenja” nota kako se frekvencija nota povećava. Spore vibracije izvode se u niskim frekvencijama, kako bi se u potpunosti propagirale pre menjanja frekvencije.
Vibracija je rezultat pravilne podrške disanja. Neki pevači koristili su vibraciju kao sredstvo izražavanja. Mnogi uspešni muzičari su izgradili svoje karijere na dubokoj, bogatoj vibracijskoj sposobnosti. Pop i R&B diva Vitni Hjuston i sol legenda Pati Label često koriste tehniku vibracije u svojim izvođenjima kao način izražavanja emocija.

## Vokalna muzika
Vokalna muzika je muzika koju izvodi jedan ili više pevača, sa ili bez instrumentalne pratnje, u kojoj se pevanjem stavlja težište na izvođenje. Muzika koja koristi pevanje, ali ne u vidljivom značaju, generalno se smatra instrumentalnom muzikom. Vokalnu muziku karakteriše pevanje reči koje se obično nazivaju lirikom, iako ima primera gde se pevanje izvodi pomoću šumova, ponekad kao muzička onomatopeja. Muzička tema s tekstom (lirikom), naziva se kompozicija.
Vokalna muzika je verojatno najstariji oblik muzike, jer ne zahteva ni jedan instrument osim ljudskog glasa. Sve muzičke kulture imaju neki oblik vokalne muzike, a širom sveta postoje duge tradicije pevanja.

### Žanrovi vokalne muzika
Vokalna se muzika piše u mnogo različitih oblika i stilova koji su često obeleženi unutar određenog muzičkog žanra. Ti žanrovi uključuju: umetničku muziku, popularnu muziku, tradicionalnu muziku, regionalnu i nacionalnu muziku i mešavine tih žanrova. Unutar tih većih žanrova mnogi su podžanrovi. Na primer, popularna muzika bi obuhvatila bluz, džez, kantri muziku, jednostavno slušanje, hip hop, rok muziku i nekoliko drugih žanrova. Takođe je moguće postojanje podžanra u podžanrovima kao što je vokalno pevanje ili pevanje u džezu.

### Prvi i pozadinski vokali
U mnogim suvremenim muzičkim grupama, prvi pevač izvodi primarni vokal ili melodiju u kompoziciji, dok prateći pevač peva pozadinske vokale ili harmoniju. Prateći vokali obično ne izvode celu pesmu nego samo neke njene delove, često samo pripev u pesmi ili pevušenje u pozadini. Izuzetak je gospel muzika, u kojoj jednu pesmu peva najmanje pet izvođača.

## Naučni učinci pevanja
Smatra se da pevanje ima pozitivne učinke na zdravlje ljudi. Preliminarna studija temeljena na prikupljenim podacima iz ankete studenata, koji učestvuju u horskom pevanju, nalaze znatnu fizičku korist, uključujući povećan kapacitet pluća, poboljšano raspoloženje, smanjenje stresa, kao i uočenu društvenu i duhovnu korist. Međutim, jedna od puno starijih studija o kapacitetu pluća, nije uspela poređenjem profesionalnih vokalnih pluća s ostalim plućima da utvrdi povećanje kapaciteta pluća.
Pevanje može pozitivno da utiče na imunski sistem smanjenjem stresa. Jedna studija objašnjava da pevanje smanjuje nivo hormona stresa i pojačava imunološku funkciju.

## Literatura
- Blackwood, Alan (1981). The Performing World of the Singer. London: Hamish Hamilton. ISBN 978-0-241-10588-7.. 113 p., amply ill. (mostly with photos.).
- Reid, Cornelius (1983). A Dictionary of Vocal Terminology: an Analysis. New York: J. Patelson Music. ISBN 978-0-915282-07-4.. House, xxi, 457 p. N.B.: „This dictionary has been prepared …to define and [to] analyze those terms and expressions in common usage by the vocal profession from the early seventeenth century to the present, as well as those [terms and expressions] introduced …by members of the various scientific disciplines concerned with the subject.”—from the Introd., on p. xix.

## Spoljašnje veze
- Kratka povijest pevanja
- Vokalne vježbe
- Singing and Health: A systematic mapping and review of non-clinical research